# コジネズミ
コジネズミ（小地鼠、学名:Crocidura shantungensis）は、真無盲腸目トガリネズミ科ジネズミ属に属する哺乳類である。中国東部から朝鮮半島および対馬に分布する
。標準和名はアジアコジネズミ。かつてはヨーロッパからシベリアまで広く分布する Crocidura suaveolens の亜種チョウセンコジネズミ C. s. shantungensis とされた。

## 形態
ジネズミより小型で、頭胴長が55-72mm、尾長が28-45mm、後足長が11-13mm、体重が4-5.5gになる。体毛の背面は灰褐色、腹面は淡褐色を帯びた白色になり、尾は短く、通常は頭胴長の70%以下になる
。体側と下面の境目は、腹部では不明瞭だが、頸部と下腿部では明瞭になるのがジネズミとの違いである
。尾には全体に短毛が密生し、先端を除いてまばらに長毛が生える。

## 分類
以前は広義のコジネズミCrocidura suaveolensなどに含める説もあったが、1996年には独立種として考えられるようになった。
以下の亜種の分類は、Hutterer (2005) に従う。
Crocidura shantungensis shantungensis Miller, 1901
Crocidura shantungensis quelpartis Kuroda, 1934
模式産地は済州島。

## 生態
山麓の林縁部や低木林の下草や落ち葉の下、河畔や農耕地周辺のやぶなどに生息し、昆虫やクモ類、ミミズなどの無脊椎動物を捕食する。4頭から7頭の子を産むが、繁殖についての詳細はよくわかっていない。

## 保全状況評価
- LEAST CONCERN (IUCN Red List Ver. 3.1 (2001))[1]
- 準絶滅危惧（NT）（環境省レッドリスト）[4]